# 环境生物学
环境生物学是一种横断科学，是生物学和环境科学的交叉学科，主要研究被人类干扰已经变化的环境对生物造成的影响，它们之间相互作用的规律及其机理。
环境生物学研究由于环境污染引起的生态效应，生态环境起的变化，生物和生态系统对污染的净化功能，如何利用生物对环境进行监测的原理和方法，如何保护自然环境不受污染影响等。
环境生物学研究的方法包括现场调查、室内实验、进行生态模拟等。
环境生物学研究的目的是为人类合理利用自然资源、保护和改善人类的生存环境、防止人类活动破坏自然生态系统和利用生态系统防止污染提供理论依据。